# گرز سه نشان
گُرز سه نشان (رومانیایی: Buzduganul cu trei peceți) یک فیلم ماجراجویی تاریخی رومانیایی به کارگردانی «کُنستانتین وائنی» است که در سال ۱۹۷۷ منتشر شد. 
این فیلم بازگوکنندهٔ وقایعی است که منجر به اتحاد سه قلمرو شاهزاده‌نشین و تشکیل کشورِ واحد رومانی در سال ۱۶۰۰ میلادی شد. این فیلم ۷ سال پس از فیلم میهای دلیر به کارگردانی سرجیو نیکلائسکو ساخته شد که مضمونی مشابه داشت. عنوانِ فیلم، به گُرز اهداشده به میهای دلیر پس از اتحاد سه کشور رومانی اشاره دارد که دارای سه مُهر و نشان بود: عقاب والاچیا، یوزپلنگ ترانسیلوانی و گاو مولدووا.

## بازیگران
- ویکتور ربنجوک در نقش میهای دلیر
- توما کارجیو
- واسیله نیتسولسکو
- سابولچ چخ
- اوویدیو یولیو مولدوان
- جورجه موتویی
- اکتاو انیگارسکو